# Antarctopelta
Antarctopelta oliveroi
Genre
Espèce
Antarctopelta est un genre de dinosaures ornithischiens ankylosauriens de taille moyenne, ayant vécu en Antarctique au Crétacé supérieur (Campanien, 83,6 à 72,1 Ma). Un seul spécimen a été découvert dans la formation de Santa Marta sur l'Île James Ross en 1986, constituant le premier dinosaure découvert en Antarctique (et le second de ce continent à être formellement nommé).
Une seule espèce est rattachée au genre : Antarctopelta oliveroi, décrite par Salgado et Gasparini en 2006.

## Étymologie
Le nom du genre se réfère à son emplacement, sur le continent Antarctique, et à sa nature blindée. Antarctique est dérivé des mots grecs « ant » (le contraire de) et « arktos » (« ours » se référant à la constellation de la Petite Ourse qui indique le nord). Le mot grec « pelte » (protection) est ordinairement utilisé pour nommer les genres d'ankylosaures (Cedarpelta et Sauropelta, par exemple).

## Description

### Inventaire des fossiles retrouvés
- MLP86-X-28-1: fragments de crâne, vertèbres, bassin partiel, scapula et fémur incomplets, os des pieds, ostéodermes.

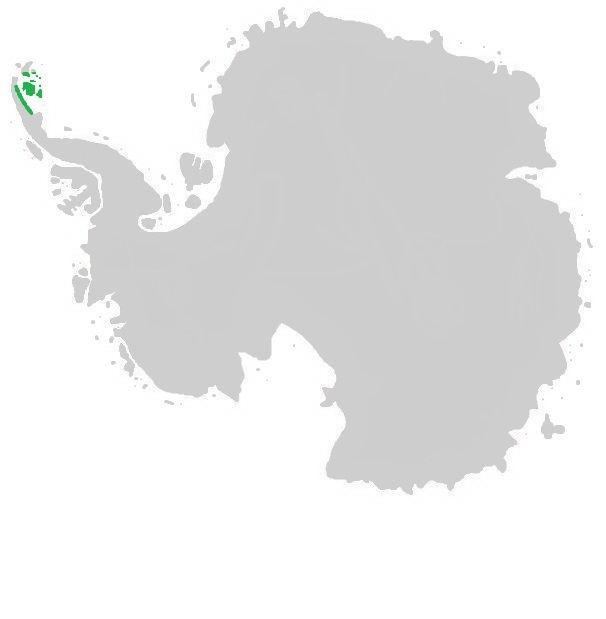
Localisation de la découverte d'Antarctopelta en Antarctique.

Il a été découvert par les géologues argentins Eduardo Olivero (qui donne son nom à l'espèce) et Roberto Scasso. Bien que le matériel soit connu depuis deux décennies, Antarctopelta oliveroi n'a été nommé qu’en 2006, par les paléontologues argentins Leonardo Salgado et Zulma Gasparini.
Comme les autres ankylosauriens, la seule espèce connue, Antarctopelta oliveroi était un quadrupède trapu et herbivore protégé par des plaques enfoncées dans la peau. On sait peu de choses sur son crâne mais tous les fragments étaient lourdement ossifiés. L’os supraorbital incluait une courte épine. Les dents en forme de feuille étaient asymétriques, la majorité de la denture se logeait le plus près possible de la pointe du museau. Ces dents étaient proportionnellement grandes en comparaison de celles des autres ankylosauriens.
Bien que la pointe de la queue n'ait pas fossilisé, certaines des plus petites vertèbres découvertes sont proches de celle-ci ; elles sont associées à des tendons sclérosés sur les côtés supérieurs et inférieurs. Chez les ankylosauridés, ces tendons aidaient à raidir la fin de la queue afin de supporter une grande massue osseuse.
- Son nom de genre signifie « bouclier de l'Antarctique »
- Période :  Crétacé supérieur (Campanien)
- Taille :  4,3 m de long,  1,5 m de haut, 900 kg
- Habitat : Antarctique
- Régime alimentaire : herbivore.

## Paléoécologie
Le squelette de l'holotype a été collecté à environ 90 m de la base du membre Gamma de la formation de Santa Marta sur l'île James Ross en Antarctique,. Ce membre géologique contient des dépôts dans un environnement marin peu profond et préserve également des fossiles marins tels que des dents de requin, des restes du mosasaure Taniwhasaurus antarticus, des ammonites, des bivalves et des gastéropodes. Bien qu'il ait été trouvé dans les sédiments marins, Antarctopelta, comme tous les ankylosaures, vivait sur terre. D'autres ankylosaures ont également été trouvés dans les sédiments marins, probablement à la suite de l'emport de leur carcasse par la mer.

## Classification
L'analyse phylogénétique, conduite en 2011 par Richard S. Thompson, Jolyon C. Parish, Susannah C. R. Maidment et Paul M. Barrett, place Antarctopelta comme le plus basal des Nodosauridae.